# Narraga halesaria
Narraga halesaria là một loài bướm đêm trong họ Geometridae.